# Sistema de armamento a control remoto

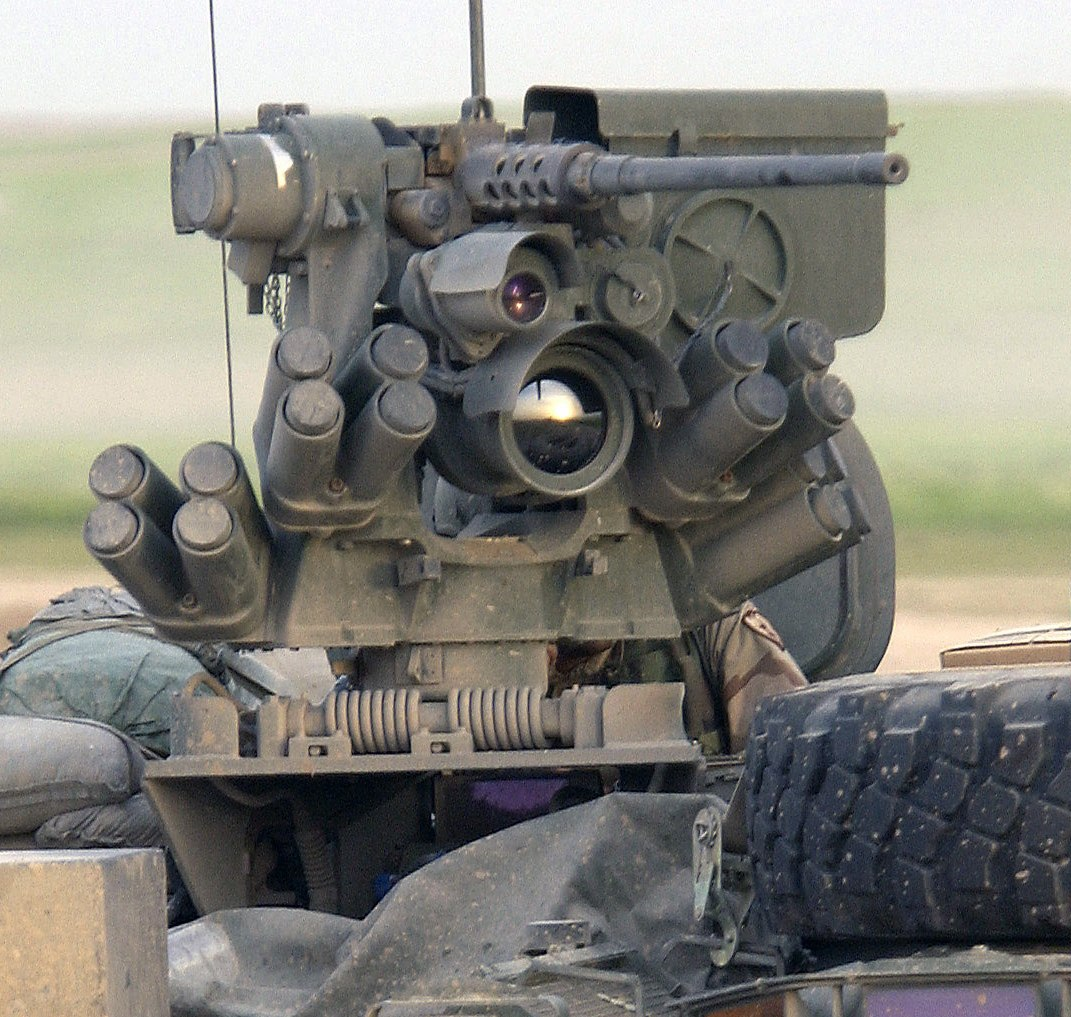
Un sistema de armas a mando remoto RWS Protector M151, equipado con una ametralladora M2HB, montado en un M1126.

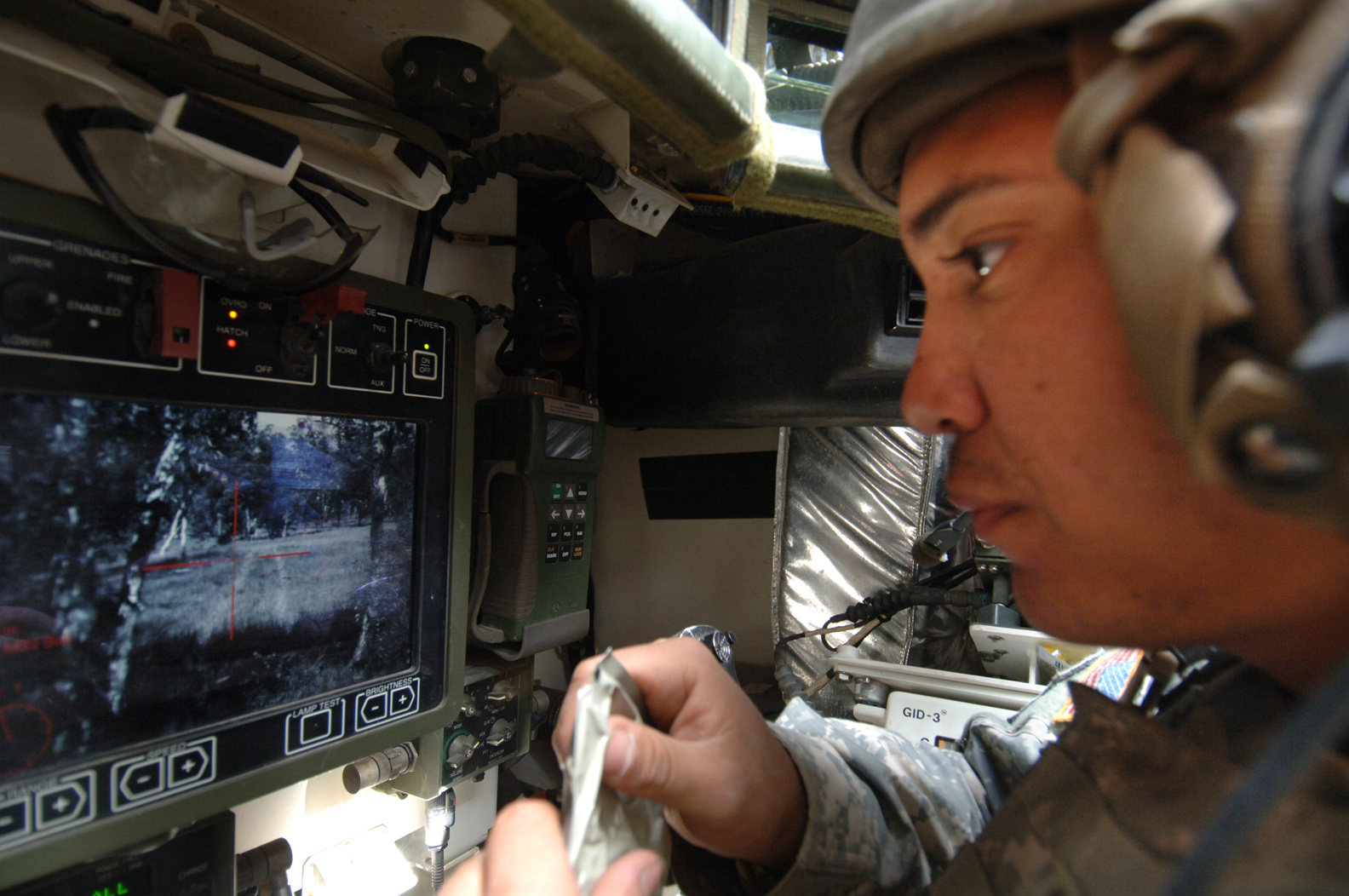
Pantalla del operador de un sistema RWS, instalada en un Stryker estadounidense.

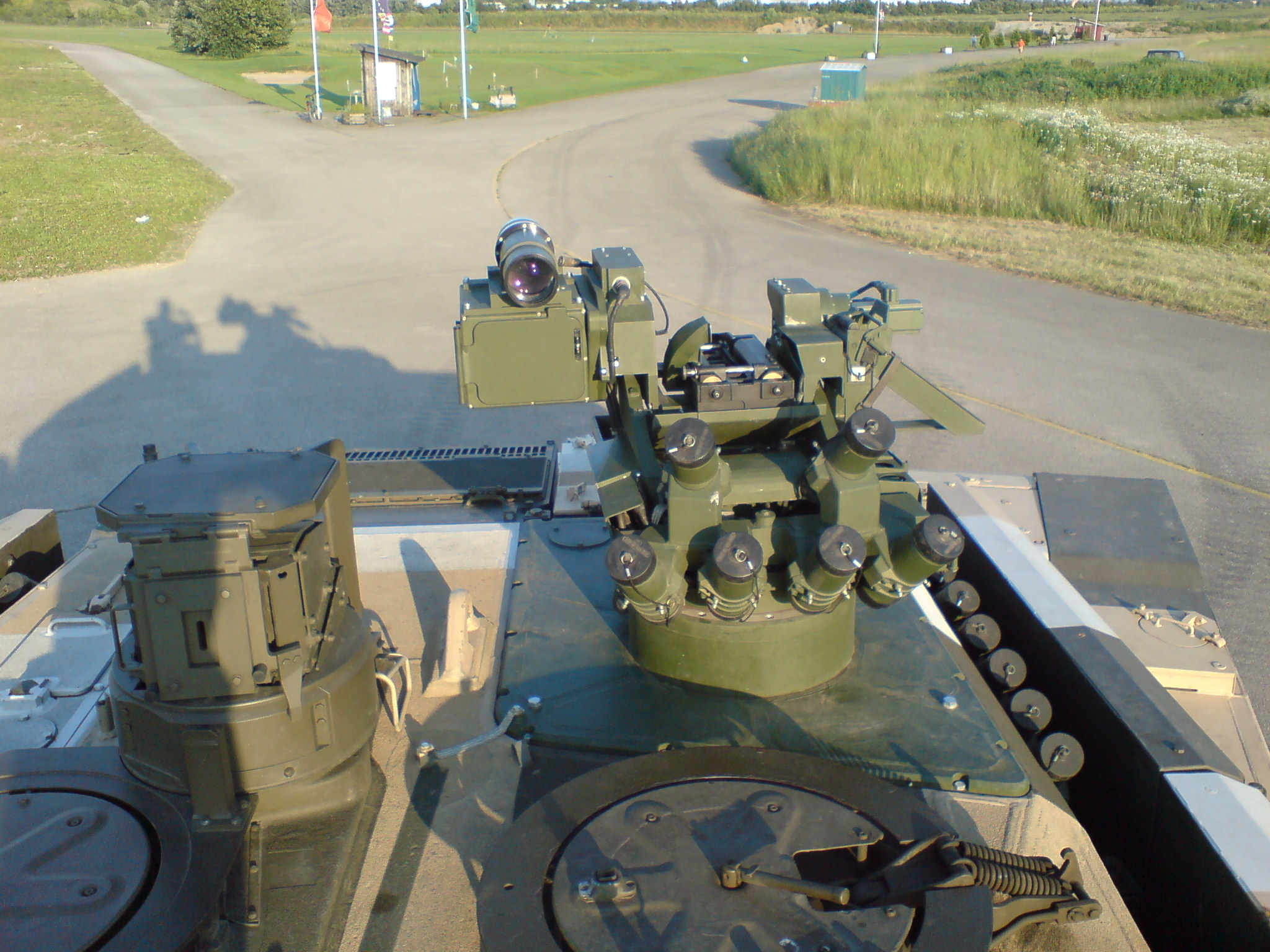
El sistema de armas pesado FLW 200, hecho por la firma Krauss-Maffei para el ejército alemán.

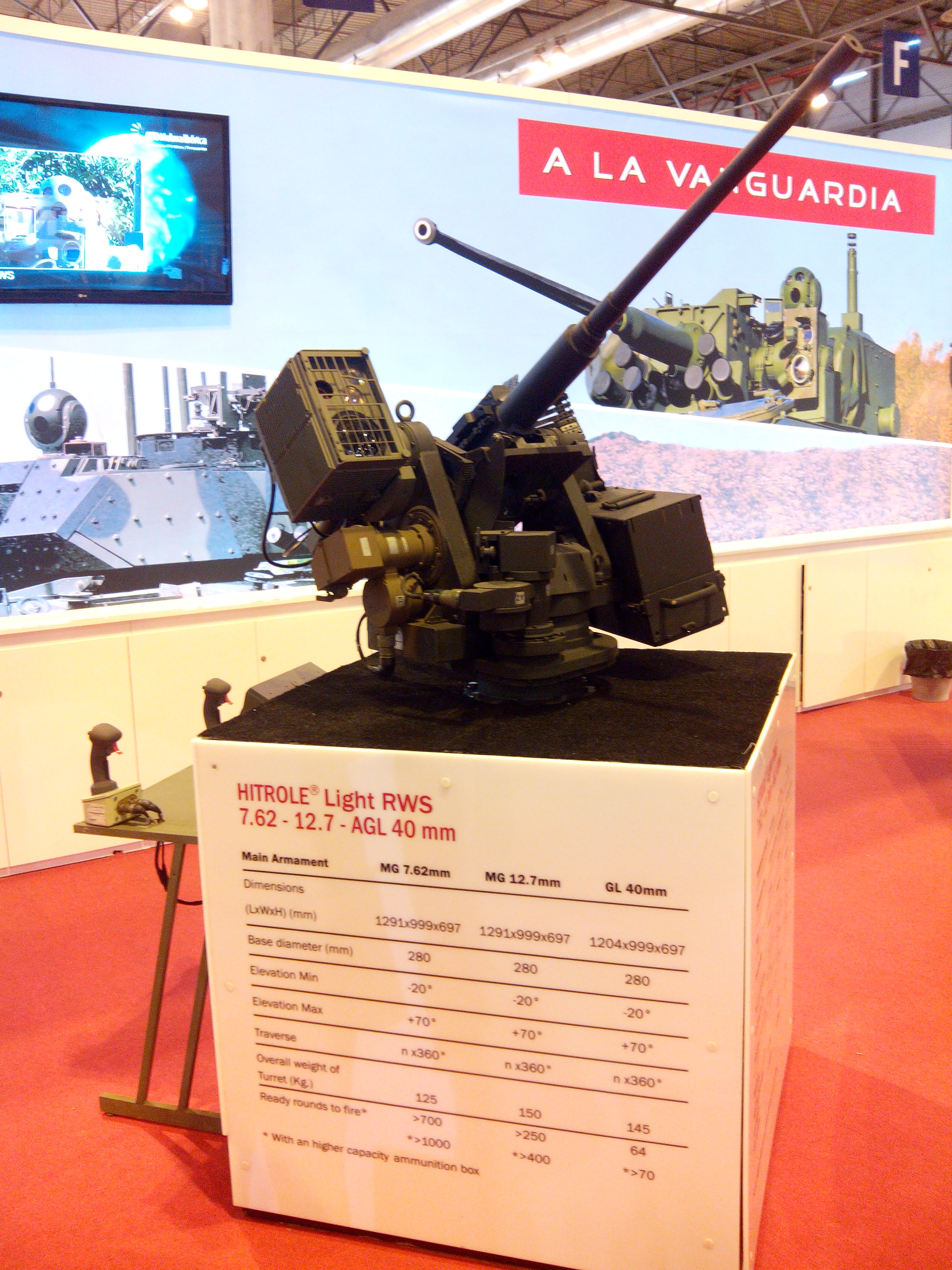
Un sistema de armas ligero, hecho por la firma OTO Melara Iberica, para el ejército español.

Una Estación de armamento de mando remoto, conocida a su vez como Estación remota de artillería (en inglés: remote weapon system, RWS) es un sistema de armas de mando remoto, montada mayormente en vehículos blindados de peso ligero y mediano que portan armas de calibre intermedio para neutralizar a vehículos blindados pesados, o como sistemas de artillería para fortificaciones y como elemento de defensa antiaérea, tanto móviles como estacionarios.
Este equipamiento es usado en vehículos militares modernos como forma de actualizarlos y mejorarlos, y le permite al artillero mantenerse a resguardo dentro de la protección relativa del blindaje del vehículo. Como ejemplo de su uso como medida de actualización de blindados ya anticuados, el sistema CROWS está siendo instalado a los blindados estadounidenses Humvee, así como el sistema SWARM de la Thales para los blindados del modelo Bushmaster IMV en uso por parte del ejército de Holanda.

## Ejemplos
- Alemania

- Meroka

- México

- SARAF BALAM 1

- Australia

- Electro Optic Systems

- Bélgica

- Defender RCWS

- Brasil

- REMAX Basada en la UT-30.

- Canadá

- Nanuk

- China:

- CS/AR1
- FML10
- H/PJ15
- SAFEGUARD
- ORW1
- Tipo 730
- UW4

- Estados Unidos

- CROWS
- Phalanx
- BattleGuard RCWS

- Israel

- Kathlanit OWS
- RCWS Samson
- Typhoon Weapon System

- Italia

- DARDO

- Países Bajos

- Goalkeeper

- Noruega

- Protector

- Sudáfrica

- TRT-25
- Reutech Rogue

- Suecia

- Saab Trackfire

- Reino Unido

- SWARM
- DS30M Mk.2

- Rusia

- AK-630
- Kashtan CIWS
- Epoch Remote Control Turret

- Suiza

- Sea Zenith